# 奥利韦拉-杜多鲁 (加亚新城)
奥利韦拉-杜多鲁（葡萄牙語：Oliveira do Douro）是葡萄牙波尔图区的一个堂区。总面积6.72平方公里，总人口23384人，人口密度3479.8人/平方公里。

## 友好城市
- 法國 拉雷奥勒